# صدا و سیمای خلیج فارس
صدا و سیمای خلیج فارس (هرمزگان) یکی از مراکز صدا و سیمای جمهوری اسلامی ایران است که در شهر بندرعباس فعالیت می‌کند.

## تاریخچه
صدا و سیمای مرکز خلیج‌فارس پس از ارومیه دومین مرکز شهرستانی کشور است که در نیمه دوم سال ۱۳۴۷ رسماً افتتاح و با یک فرستنده تلویزیونی ۵۰ واتی کار خود را آغاز کرد، ۵ ماه بعد در فروردین ۱۳۴۸ با نصب یک فرستنده یک کیلو واتی فعالیت رادیویی مرکز خلیج‌فارس نیز آغاز شد.

## رادیو بندرعباس
رادیوی مرکز خلیج‌فارس در آغاز کار، روزانه ۷ ساعت برنامه پخش می‌کرد و برخی از برنامه‌ها تولید محلی بودند. پس از پیروزی انقلاب اسلامی صدای مرکز خلیج‌فارس تا مدتی تولید محلی نداشت و به تقویت برنامه‌های شبکه سراسری می‌پرداخت. تنها اخبار استان و اطلاعیه‌ها به‌طور مستمر تهیه و پخش می‌گردید. از سال ۱۳۵۸ مرکز مجدداً تولیدات محلی خود را شروع کرد به‌طوری‌که در آن سال بیش از ۵۰ ساعت تولید محلی در کارنامه مرکز ثبت گردیده‌است. پس از آن شاهد سیر صعودی تولیدات محلی صدای مرکز می‌باشیم. راه‌اندازی شبکه استانی صدای مرکز خلیج‌فارس با پخش روزانه ۱۴ ساعت برنامه در هشتم مرداد ۱۳۷۶ از مهم‌ترین دستاوردهای مرکز است.

## تولیدات برتر
در مرکز خلیج‌فارس علاوه بر عمل به تعهدات تولید همواره افزایش کیفیت برنامه‌ها از نظر محتوایی و فنی در اولویت قرار داشته و دارد.
از جمله برنامه‌های فاخر مرکز طی چند سال اخیر در حوزه سیما می‌توان به انیمیشن‌های زندگی خالی نیست، نی‌لبک مهربانی، آب، گل خورک و اسب پارچه‌ای، نماهنگ‌های در انتظار ظهور، توی دشت انتظار، عطر حضور، ایرانیان و رحمة للعالمین، فیلم سینمایی آسمانی، سریال‌های تلویزیونی گارد ساحلی، مسافر سحر، کوچه پیرمردها، سایه روشن، آن سوی دریا-این سوی خاک، شرکت و مستندهای فاخر مارهای ایران، دگردیسی، نیمه روشن، دردانه‌های خلیج‌فارس و برنامه‌های ترکیبی شوبندر، هنروران، شواشو، سیمای کودک و نوجوان و کاوش و صبح خلیج‌فارس اشاره نمود.
در حوزه صدا نیز برنامه‌های صبح بخیر هرمزگان، صدای روستا و پسین هرمزگان از جمله پرمخاطب‌ترین برنامه‌های مرکز است.
تولید قطعات موسیقی‌های فاخر نظیر همبستگی، چهار پنجه، عطر حضور، انتظار، ماه مبارک، هم نوا، بحر حماس، بوی عنبر، خورشید عالم آرا، مثل خدا کسی نیست، چیچیکا و ۷۲ خورشید از دیگر تولیدات این مرکز است.

## آثار برگزیده در جشنواره
صدا و سیمای مرکز خلیج‌فارس در جشنواره سیزدهم تولیدات مراکز استان‌ها در تبریز موفق به دریافت ۲۰ جایزه در بخش سیما، یک جایزه در بخش خبر و یک جایزه در بخش تحقیقات و لوح تقدیر و دو تندیس ویژه در بخش مستند سیما شد.
درجشنواره سیزدهم صدا و سیمای مرکز خلیج‌فارس به عنوان برتر برترین‌ها انتخاب گردید.
از جمله برنامه‌های شاخص ارسالی به جشنواره سیزدهم تولیدات مراکز می‌توان به مستند دگردیسی، انیمیشن آب، نماهنگ عطر حضور و برنامه‌های ترکیبی شو بندر، کاوش و نیمکت سفید اشاره نمود.
در جشنواره چهاردهم تولیدات مراکز در حوزه سیما مستند مارهای ایران و در رادیو برنامه‌های ترکیبی پسین هرمزگان و مسابقه ثانیه‌ها موفق به کسب جایزه و رتبه‌های برتر شدند.
همچنین از جمله برنامه‌های شاخص این مرکز که در جشنواره پانزدهم تولیدات موفق به کسب رتبه‌های برتر شدند می‌توان به مستند نیمه روشن، کلیپهای ایرانیان و رحمة للعالمین و برنامه‌های ترکیبی هنروران، مسابقه، به سوی زندگی و قطعه موسیقی مثل خدا کسی نیست اشاره نمود.